# Higuera la Real
Higuera la Real je španělské město situované v provincii Badajoz (autonomní společenství Extremadura).

## Poloha
Obec je vzdálena 102 km od města Badajoz. Patří do okresu Sierra Suroeste a soudního okresu Fregenal de la Sierra.

## Historie
V roce 1842 čítala obec 1002 usedlostí a 3800 obyvatel.

## Odkazy

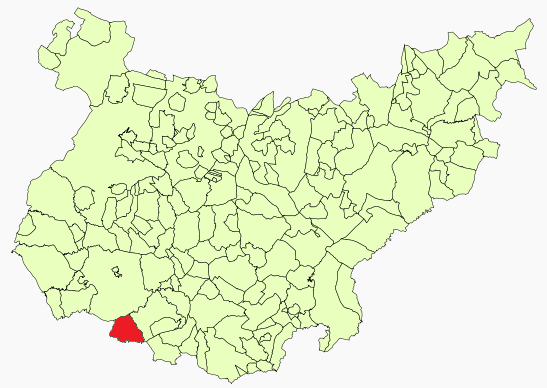
Poloha obce v provincii Badajoz

## Demografie
| Populace obce Higuera la Real z let (1842–2010) | Populace obce Higuera la Real z let (1842–2010) | Populace obce Higuera la Real z let (1842–2010) | Populace obce Higuera la Real z let (1842–2010) | Populace obce Higuera la Real z let (1842–2010) | Populace obce Higuera la Real z let (1842–2010) | Populace obce Higuera la Real z let (1842–2010) | Populace obce Higuera la Real z let (1842–2010) | Populace obce Higuera la Real z let (1842–2010) | Populace obce Higuera la Real z let (1842–2010) | Populace obce Higuera la Real z let (1842–2010) | Populace obce Higuera la Real z let (1842–2010) | Populace obce Higuera la Real z let (1842–2010) | Populace obce Higuera la Real z let (1842–2010) | Populace obce Higuera la Real z let (1842–2010) | Populace obce Higuera la Real z let (1842–2010) | Populace obce Higuera la Real z let (1842–2010) | Populace obce Higuera la Real z let (1842–2010) |
| ----------------------------------------------- | ----------------------------------------------- | ----------------------------------------------- | ----------------------------------------------- | ----------------------------------------------- | ----------------------------------------------- | ----------------------------------------------- | ----------------------------------------------- | ----------------------------------------------- | ----------------------------------------------- | ----------------------------------------------- | ----------------------------------------------- | ----------------------------------------------- | ----------------------------------------------- | ----------------------------------------------- | ----------------------------------------------- | ----------------------------------------------- | ----------------------------------------------- |
| 1842                                            | 1857                                            | 1860                                            | 1877                                            | 1887                                            | 1897                                            | 1900                                            | 1910                                            | 1920                                            | 1930                                            | 1940                                            | 1950                                            | 1960                                            | 1970                                            | 1981                                            | 1991                                            | 2001                                            | 2010                                            |
| 3 800                                           | 4 558                                           | 4 731                                           | 5 586                                           | 5 384                                           | 5 415                                           | 4 890                                           | 5 453                                           | 5 998                                           | 5 935                                           | 5 650                                           | 6 099                                           | 5 345                                           | 4 065                                           | 2 869                                           | 2 644                                           | 2 495                                           | 2 483                                           |